# Троицкое (сельское поселение деревня Глухово)
Троицкое  — деревня в Медынском районе Калужской области, входит в  сельскоге поселение  «Деревня Глухово». Располагается на востоке Медынского района
Расстояние до города Медынь — 19 км, до Калуги — 83 км. Стоит на берегах реки Лужа.

## Население
| 2002 | 2010 |
| ---- | ---- |
| 21   | ↘15  |

## История
В 1782 году разделено на два полсельца. На левом берегу реки Лужа полсельца — девицы Федосьи (Евдокии) Васильевны Зиновьевой — дочери сенатора  Василия Николаевича Зиновьева. На правом полсельца — Анны Михайловны Сабуровой и её сестры Екатерины Михайловны Любучениновой, дочерей Михайлы Ивановича Сабурова. В каждой половине стояло по господскому дому. Всего в сельце было 40 дворов и 496 крестьян.
По данным на 1859 год владельческое сельцо Троицкое состояло из 54 дворов, в которых проживало 523 человека. После реформы 1861 года сельцо вошло в состав Глуховской волости Медынского уезда. В 1892 году в нём насчитывалось 433, в 1912 — 453 жителя.